# مدافن الخريمات (السعودية)
مدافن الخريمات هي مجموعة من المقابر الأثرية النبطية في محافظة العلا غرب السعودية وجنوب غربي الحِجْر، يعود تاريخها إلى القرنين الأول قبل الميلاد والأول الميلادي. تجمع في واجهاتها بين عناصر النقوش والزخارف المتنوعة التي تشتهر بها المنطقة.

## الاكتشاف
تعود المرحلة الأولى في الكشف عن آثار موقع الخريمات إلى مطلع القرن العشرين، إلا أن أعمال التنقيب والتوثيق الفعلية كانت في العام 2001 والتي باكتمالها سُجلت مدائن صالح في قائمة اليونيسكو للتراث العالمي في العام 2008 كأول موقع سعودي يدرج في القائمة.

## الوصف
تحتوي على 53 مدفناً موزعة على تسعة جبال، منقوش عليها رسوم وعناصر معمارية وزخرفية، يضم الجبل الأول يضم خمسة مدافن، بينما يضم الجبل الثاني مدفناً وحيدا، وكذلك الجبل الثالث الذي يضم مدفناً واحدا، أما الجبل الرابع فيضم سبعة مدافن، وبالنسبة للجبل الخامس فهو يضم ستة عشر مدفنا، والجبل السادس يضم مدفنا واحدا، بالإضافة إلى الجبل السابع الذي يضم ستة عشر مدفنا، والجبل الثامن يضم خمسة مدافن، والجبل التاسع يضم مدفناً واحدا.